# Bernd Rosemeyer

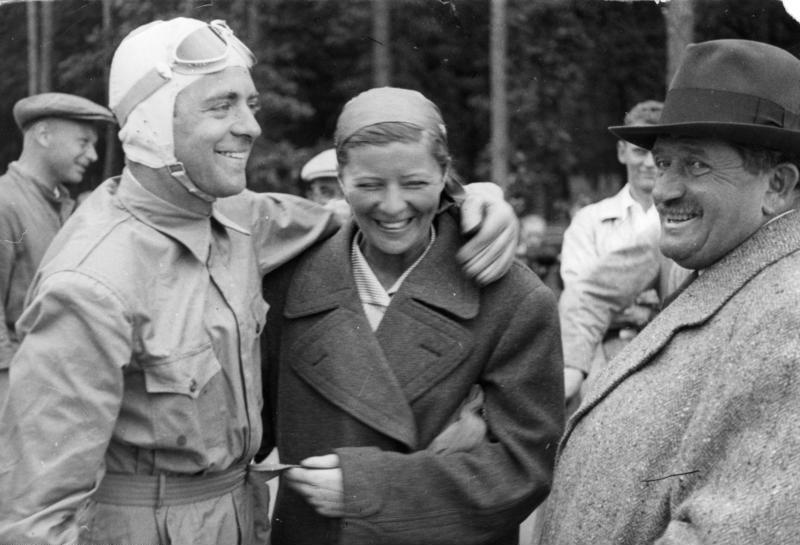
Bernd Rosemeyer (links) mit Ehefrau Elly Beinhorn und Ferdinand Porsche 1937

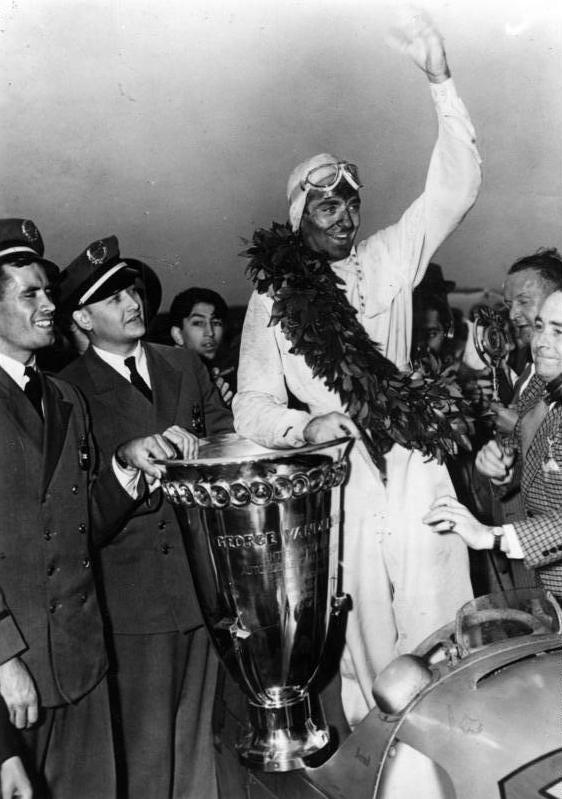
Bernd Rosemeyer nach seinem Sieg beim Vanderbilt Cup 1937

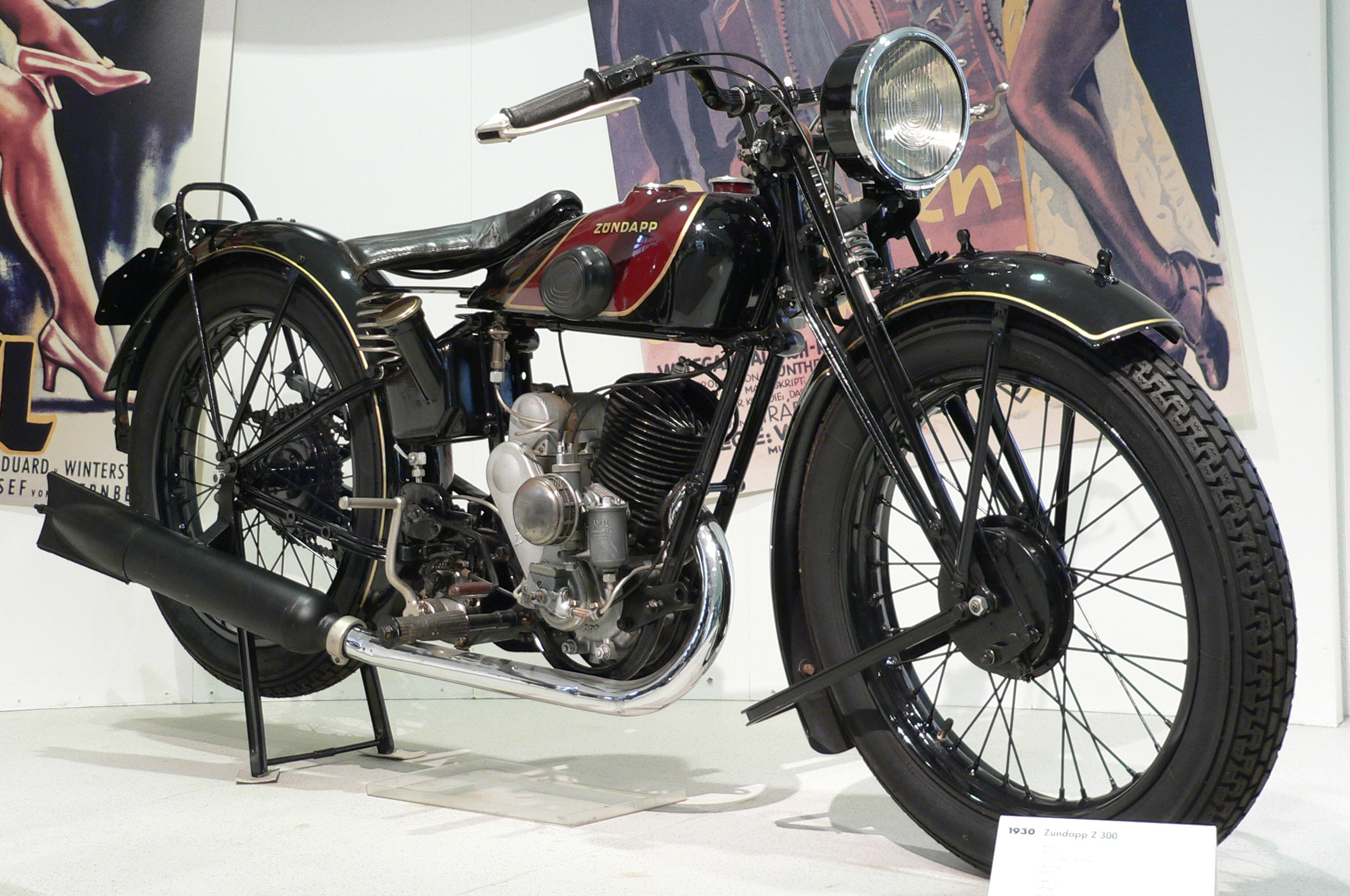
Zündapp Z300, eines der Motorradmodelle, mit denen Bernd Rosemeyer Grasbahnrennen bestritt

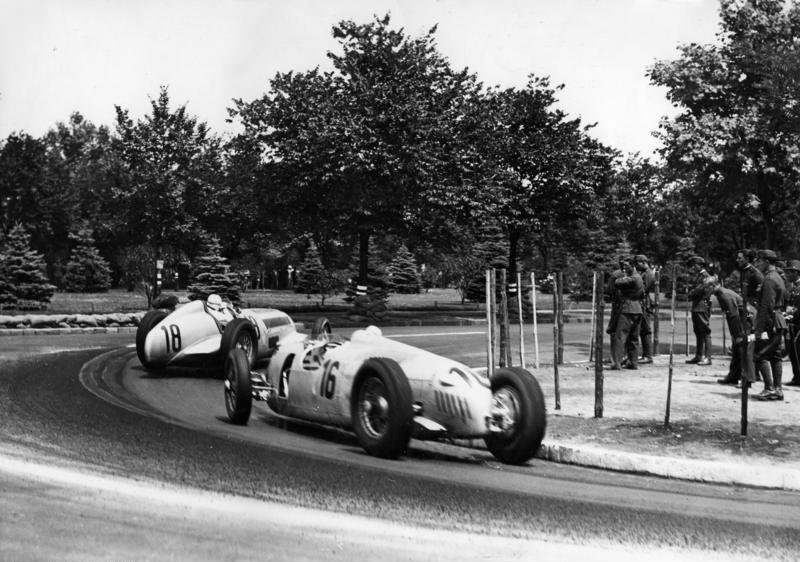
Großer Preis von Ungarn 1936, Bernd Rosemeyer im Auto Union Typ C hinter Rudolf Caracciola im Mercedes-Benz W 25K

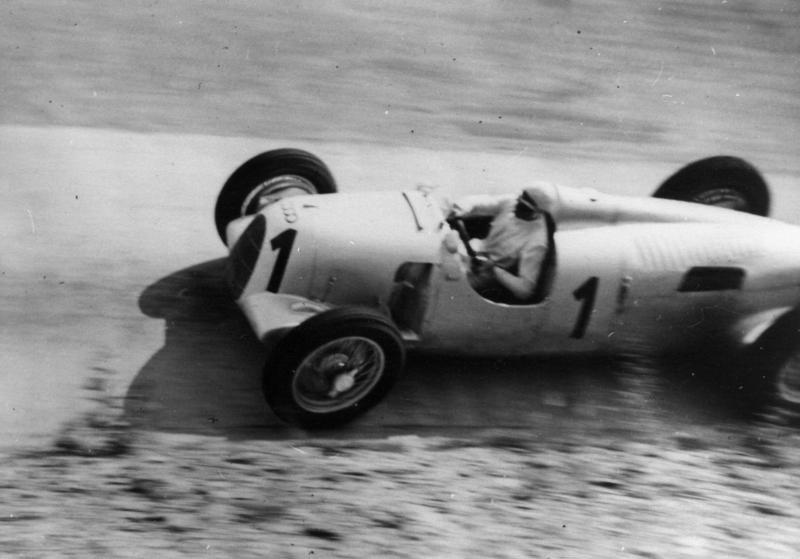
Eifelrennen 1937: Bernd Rosemeyer im Auto Union Typ C im nach Caracciola benannten Karussell auf der Nordschleife des Nürburgrings

Bernd Rosemeyer (* 14. Oktober 1909 in Lingen (Ems); † 28. Januar 1938 auf der Reichsautobahn Frankfurt–Darmstadt bei Mörfelden-Walldorf) war ein deutscher Motorrad- und Automobilrennfahrer. Er wurde 1936 Grand-Prix-Europameister und war in der Zeit des Nationalsozialismus einer der bekanntesten und erfolgreichsten deutschen Rennfahrer.

## Familie und Jugend
Bernd Rosemeyer kam als drittes von vier Kindern des Mechanikermeisters Wilhelm Rosemeyer (1876–1956) und dessen Ehefrau Louise Rosemeyer, geb. Funke (1883–1937), zur Welt. Sein älterer Bruder Josef, genannt Job, wurde 1907 († 1937) geboren. Außerdem hatte er zwei Schwestern, Helena, genannt Leni (1908–1961), und Maria (1913–1977). Die Familie wohnte über der vom Großvater Bernhard Rosemeyer gegründeten Reparaturwerkstatt Rosemeyer & Co für Motorräder in der Bahnhofstraße 14 in Lingen. Sein Vater erweiterte den Betrieb noch vor dem Beginn des Ersten Weltkriegs um einen Autohandel. Bernd Rosemeyer wuchs in einem katholischen Elternhaus auf, das dem technischen Fortschritt aufgeschlossen und weltoffen gegenüberstand. Sein Onkel Josef Rosemeyer nahm 1896 als Radrennfahrer an den Olympischen Spielen in Athen teil, der Osnabrücker Bischof Wilhelm Berning war ein Cousin seines Vaters.
Bernd Rosemeyer war ein ungestümer Jugendlicher. Im Alter von 11 Jahren „lieh“ er sich den Adler-Straßenwagen seines Vaters und fuhr mit vier Schulkameraden ins zwanzig Kilometer entfernte Nordhorn. Dort nahm die Ortsgendarmerie die fünf fest und brachte sie nach Hause zurück. Nach dem Besuch der Kastell-Volksschule in seiner Heimatstadt machte er eine Lehre zum Mechaniker in der Werkstatt seines Vaters. Schon vor der Lehre ließ ihn sein Vater Hilfsmotoren reparieren. Mit dem Erlös durfte sich der 13-Jährige ein von Hans Grade konstruiertes Motorrad kaufen, mit dem er im Werkstatthof Fahrkunststücke vorführte und auf der Strecke Lingen–Hanekenfähr erste „Geschwindigkeitsprüfungen“ versuchte. Mit 16 Jahren machte er den Führerschein für alle Klassen und kaufte sich mit gespartem Geld sein erstes DKW-Motorrad, das er 1926 durch eine BMW R 32 ersetzte, mit der er erste Rennen bestritt.
1929 rächte sich die beständige ungestüme Fahrweise auf öffentlichen Straßen. Zu den wiederholten Geschwindigkeitsübertretungen kamen Beschwerden von Anrainern über das zu laute Motorrad. Daraufhin entzog ihm die Behörde wegen der „Gefährdung der öffentlichen Sicherheit“ für einen Monat den Führerschein.
Bernd Rosemeyer war ab dem 13. Juli 1936 mit Elly Beinhorn (1907–2007), einer berühmten und erfolgreichen Fliegerin, verheiratet und hatte mit ihr einen Sohn – Bernd Rosemeyer junior (1937–2020), Facharzt für Orthopädie, Sportmediziner und Außerordlicher Professor an der Ludwig-Maximilians-Universität München, der unter anderem den ADAC verkehrsmedizinisch beriet. Mit dessen Sohn, Bernd Rosemeyer III, schloss sich ein Kreis zum Großvater. Bernd Rosemeyer war während seiner aktiven Zeit Werksfahrer der Auto Union AG und sein Enkel jahrelang bei der Audi AG beschäftigt, dem Nachfolgeunternehmen der Auto Union GmbH.

## Karriere im Motorsport

### Motorradrennfahrer bei NSU und DKW
Gemeinsam mit seinem Bruder Job fuhr Bernd Rosemeyer Ende der 1920er-Jahre mit einer 500-cm³-BMW R 37 Motorradrennen im kleinen regionalen Rahmen. Erfolge fuhren die Brüder keine ein, in den Rennpausen brillierten sie jedoch mit ihren Kunststücken. Bewegung in die Karriere brachte der Zündapp-Generalvertreter Georg Schwarting. Schwarting, ein Freund Wilhelm Rosemeyers, beklagte bei einem Werkstattbesuch den Ausfall seines besten Grasbahnfahrers. Bernd Rosemeyer führte seine Kunststücke vor und Schwarting engagierte ihn für ein Rennen in Oldenburg. Vor 20.000 Zuschauern gewann er auf Zündapp-Rennmotorrädern mit mehreren Runden Vorsprung sowohl die 300- als auch die 500-cm³-Klasse.
Trotz seiner elf Siege 1931 bei Grasbahnrennen und den zweiten Rängen beim Eifelrennen und dem Hohnstein-Bergrennen blieb Rosemeyer bis zum Ende des Jahres 1932 Ausweisfahrer. Lizenz- und Werksfahrer wurde er im Mai 1933, als er in der NSU-Werksmannschaft Aufnahme fand. Sein erster Erfolg als Lizenzfahrer war im August der Sieg beim 3. Internationalen Motorradrennen um die deutsche Klubmeisterschaft auf dem im Jahr davor eröffneten Hockenheimring. Es folgten Siege beim Guggenbergrennen, dem Kilometerrennen in Tát und dem Gödöllő-Bergrennen.
Eines der bekanntesten deutschen Motorradrennen der frühen 1930er-Jahre war die Veranstaltung auf dem Schleizer Dreieck, einer temporären Strecke in Thüringen, wo er mit seiner 1000-cm³-NSU mit 100,04 km/h einen neuen Klassenrekord aufstellte. Dieser Erfolg brachte ihm nicht nur erste ausführlichere Berichte in den Printmedien, sondern vor allem den Kontakt mit den Verantwortlichen der DKW-Rennabteilung in Zschopau. Bernd Rosemeyer bekam einen Werksvertrag an der Seite des etablierten Arthur Geiss. Sein Stundenlohn betrug 1 Reichsmark.
Mit dem Aufstieg zum DKW-Werksfahrer stieg auch der Erfolgsdruck. Nach anfänglichen Rückschlägen wegen schadhafter Rennreifen und einer Blinddarmentzündung gewann Rosemeyer 1934 das Gabelbachrennen, das Marienberger Dreieckrennen und zum dritten Mal auf dem Schleizer Dreieck. Dazu kamen unteren anderem zweite Ränge in der 500-cm³-Klasse auf dem Klausenpass und beim Großen Bergpreis von Deutschland. 1934 fand die 1913 erstmals ausgefahrene Internationale Sechstagefahrt für Motorräder rund um Garmisch-Partenkirchen statt. Neben der Trophy und der Silbervase vergab das Nationalsozialistische Kraftfahrkorps auch einmalig den Goldenen Mannschaftspreis, den Rosemeyer gemeinsam mit Ewald Kluge und Franz Ischinger für DKW einfuhr.

### Grand-Prix-Pilot bei der Auto Union AG
Rosemeyers Wunsch, bei der Auto Union AG vom Motorrad- zum Automobilsport zu wechseln, scheiterte anfangs am Widerstand von Rennleiter Willy Walb, der seinen erfolgreichen Motorradfahrer nicht verlieren wollte. Eine Ausnahme war die Teilnahme an den 2000 km durch Deutschland. Diese Zuverlässigkeitsfahrt, die als deutsches Gegenstück zur italienischen Mille Miglia gedacht war, aber nur zweimal ausgetragen wurde, führte 1934 von Baden-Baden auf einem Rundkurs von etwa 2000 Kilometern über München, Sachsen, Berlin, das Ruhrgebiet, Köln und die Pfalz zurück zum Ausgangsort Baden-Baden. Rosemeyer fuhr mit seinem Beifahrer einen Wanderer W 22 Coupé und erhielt für die Einhaltung der Sollzeit die Goldene Medaille.
1934 hieß es im NS-Staat: „Deutsche Fahrer siegen in deutschen Rennwagen.“ Adolf Hitler setzte sich persönlich dafür ein, dass der Rennbetrieb der Automobilhersteller mit mehreren 100.000 Reichsmark unterstützt wurde. Um Fahrer zu finden, luden sowohl die Daimler-Benz AG als auch die Auto Union AG regelmäßig talentierten Nachwuchs zu Probefahrten auf den Nürburgring ein. Bernd Rosemeyer hatte bei Richard Voelter, dem Werkssport- und Pressechef der Auto Union AG, mehrmals vorgesprochen, um eine Teilnahme zu erreichen, woraufhin er im Herbst 1934 zu einer Testfahrt eingeladen wurde. Mit dabei waren unter anderem auch Hans Simonis und Paul Pietsch. Rosemeyer erhielt einen Nachwuchsfahrervertrag, der ihm mindestens einen Renneinsatz bei einem Grand-Prix-Rennen 1935 sicherte.
Bei der Auto Union AG herrschte vor dem Beginn der Grand-Prix-Europameisterschaft 1935 Optimismus. Die Heckmotor-Grand-Prix-Rennwagen mit der Typenbezeichnung T22 (später Typ A genannt) hatten 1934 erfolgreich debütiert. Der Sieg von Hans Stuck beim prestigeträchtigen Großen Preis von Deutschland galt als Meilenstein in der Geschichte der Auto Union AG. An den noch vorhandenen Schwachstellen der Wagen, dazu zählten die beständig überhitzten Motorräume, hatten die Techniker in den Wintermonaten intensiv gearbeitet. Auf der Fahrerseite beabsichtigte Rennleiter Willy Walb die Verpflichtung von Tazio Nuvolari, den er mehrmals in Italien zu Vertragsverhandlungen traf. Die Verpflichtung Nuvolaris scheiterte vor allem am Widerstand Hans Stucks, der Anteile an der von Ferdinand Porsche und Adolf Rosenberger 1932 gegründeten Hochleistungsfahrzeugbau GmbH hielt und über einigen Einfluss in der Führungsetage der Auto Union AG verfügte. Stuck fürchtete um seinen Status als Nummer-1-Fahrer, konnte Walbs neue Wahl, den nicht minder populären und im Grand-Prix-Sport erfolgreichen Achille Varzi dann nicht mehr verhindern.
Als 1935 die Einsätze vorerst ausblieben, begann Bernd Rosemeyer nach eigenen Angaben Willy Walb „ordentlich auf die Nerven zu gehen.“ Er zog nach Zwickau, wohnte in der Nähe der Rennabteilung bei Horch, und tauchte fast täglich in Willy Walbs Büro auf. Dazu Bernd Rosemeyer: „Als das AVUS-Rennen dann allmählich näherrückte, dachte ich, das wäre gerade der richtige Start. Willy Walb, der Rennleiter war dagegen, weil er befürchtete ich würde mir den Hals brechen. Nachdem er sein Nein ausgesprochen hatte, schrieb ich täglich in seinen Kalender die Frage. Wird Rosemeyer auf der AVUS fahren? Diese Frage in seinem Kalender und meine täglichen Besuche in seinem Büro wiederholte ich solange, bis Walb eines Tages wütend die Zusage zum Start auf der AVUS gab.“ Das AVUS-Rennen 1935 fand am 26. Mai auf der Automobil-Verkehrs- und Übungsstraße im Südwesten Berlins statt. Rosemeyer fuhr einen Typ A mit Kotflügeln über den Rädern und einem Dach. Der Wagen ähnelte optisch dem Lucca-Rekordwagen. Er startete neben Hans Stuck aus der ersten Reihe, – erstmals wurde bei einem Rennen in Deutschland die Startaufstellung durch Trainingszeiten ermittelt – verlor im Rennen einen Prodektor und musste aufgeben.
Wesentlich für die weitere Karriere von Bernd Rosemeyer war das auf der Nordschleife des Nürburgrings am 16. Juni ausgetragene Eifelrennen. Rosemeyer lieferte dem bis dahin unangefochtenen Mercedes-Benz-Spitzenfahrer Rudolf Caracciola einen sehenswerten Zweikampf um den Sieg. Er überholte Caracciola in der siebten des über elf Runden gehenden Rennens und führte bis wenige Kilometer vor Schluss. Im Ziel musste er sich um 1,9 Sekunden geschlagen geben. Rosemeyer war zwar ein erfolgreicher Motorrad-Rennfahrer und in der Fachwelt geschätzt, für die breite Masse war er aber ein Unbekannter. Der Völkische Beobachter erschien daher am Tag nach dem Rennen mit der Schlagzeile: „Bernd Rosemeyer – ein neuer Stern am deutschen Rennhimmel“. Bernd Rosemeyer gelang ein kometenhafter Aufstieg, der auch daran lag, dass er als einer der wenigen Grand-Prix-Piloten auf Anhieb mit dem ungewohnten, unter den anderen Piloten meist als sehr problematisch geltenden Fahrverhalten der Heckmotorrennwagen hervorragend zurechtkam.
Am 25. Oktober 1937 erreichte Rosemeyer erstmals eine Geschwindigkeit von 400 km/h auf einer öffentlichen Verkehrsstraße. Nach fliegendem Start durchfuhr Rosemeyer mit einem Auto-Union-Stromlinienwagen vom Typ C die einen Kilometer lange und speziell präparierte Messstrecke auf der neugebauten und für diesen Zweck ausgelegten Reichsautobahn Frankfurt–Darmstadt mit einer Geschwindigkeit von exakt 406,32 km/h.

## Tod bei Rekordversuch

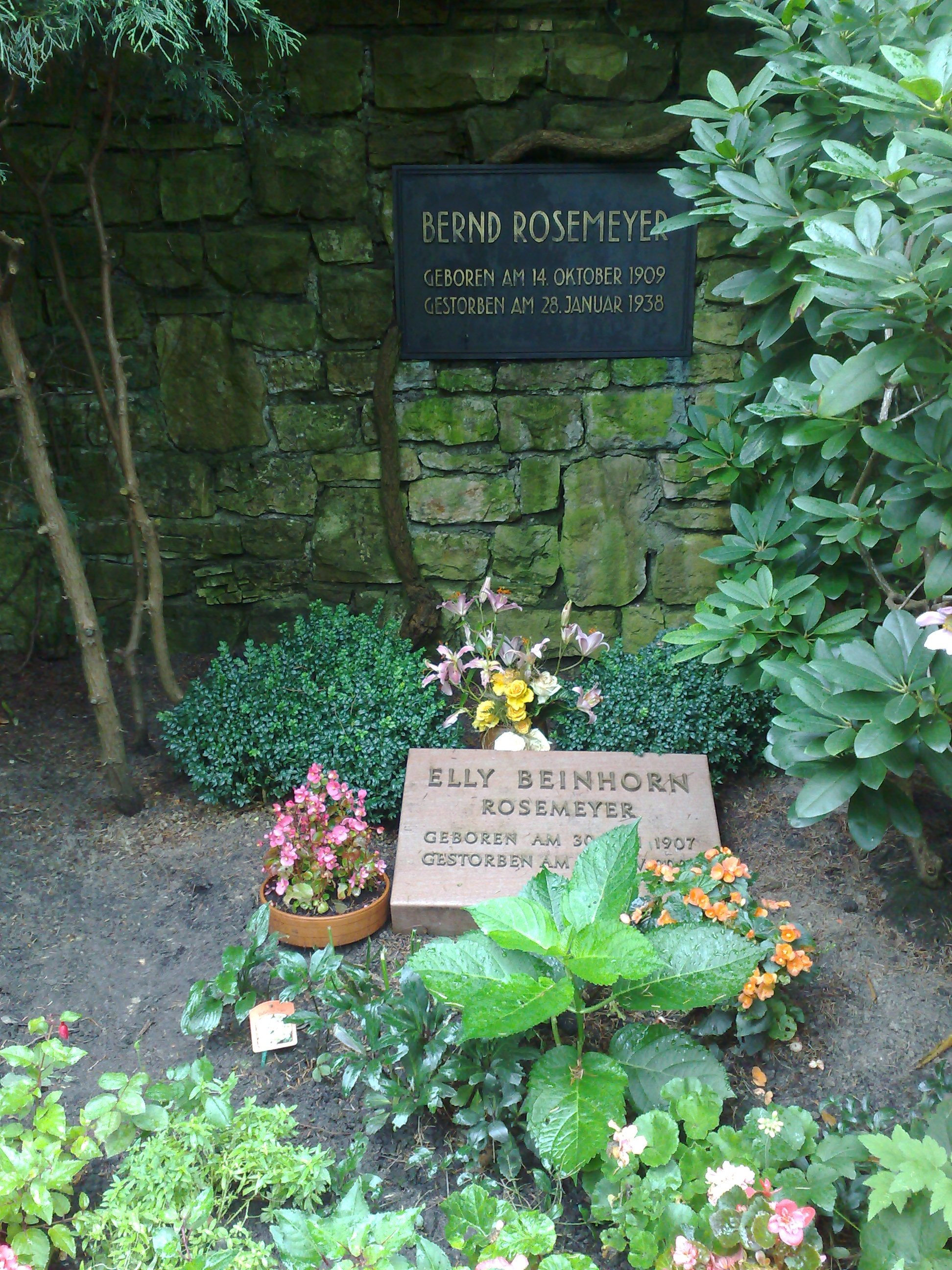
Grab von Bernd Rosemeyer und Elly Beinhorn auf dem Waldfriedhof Dahlem

Bei Rekordfahrten am 28. Januar 1938 erreichte Rudolf Caracciola auf der Autobahn Frankfurt–Darmstadt (einem Abschnitt der heutigen A 5) eine Durchschnittsgeschwindigkeit von 432,692 km/h (Hinfahrt Richtung Darmstadt 428,571 km/h, Rückfahrt Richtung Frankfurt 436,893 km/h). Das war bis zum 4. November 2017 die höchste auf einer öffentlichen Straße gefahrene Geschwindigkeit. Am Endpunkt angekommen, wo schon Rosemeyer startbereit stand, warnte er ihn noch vor den Windböen auf der Fahrbahn. Kurz danach setzte sich Rosemeyer in seinen Wagen, einen Auto Union Typ R (Rekordwagen), um sich die Bestmarke zurückzuholen. Hinter der Autobahnauffahrt Langen-Mörfelden in Fahrtrichtung Darmstadt (Rosemeyer hatte gerade die Messstrecke über den Kilometer mit einer Geschwindigkeit von 429,491 km/h durchfahren) geriet das Fahrzeug an einer Waldlichtung wahrscheinlich durch eine Windböe nach links auf die Mittelbegrünung der Autobahn. Der Wagen stellte sich quer und überschlug sich mehrfach, wobei Rosemeyer aus dem Wagen in den Wald geschleudert wurde. Er war auf der Stelle tot.
Bei Rosemeyers Beisetzung hielt Adolf Hitler selbst die Gedenkrede und sagte zu seinem Tod: „Es ist für uns alle schmerzlich zu wissen, dass gerade einer der allerbesten und mutigsten dieser Pioniere der Weltgeltung der deutschen Motoren- und Automobilfabrikation, Bernd Rosemeyer, sein junges Leben lassen musste.“
Seine Ehrengrabstätte befindet sich auf dem Waldfriedhof Dahlem in der Abt. 11 Fam.St.-4a.

## Verhältnis zum Nationalsozialismus
In der Zeit des Nationalsozialismus wurde Rosemeyer von den Machthabern zum Volkshelden, einem der ersten „Popstars der Nazi-Zeit“, stilisiert. Victor Klemperer schrieb 1946 in der Einleitung zu LTI – Notizbuch eines Philologen: „Das einprägsamste und häufigste Bild des Heldentums liefert in der Mitte der dreißiger Jahre der Autorennfahrer: Nach seinem Todessturz steht Bernd Rosemeyer eine Zeitlang fast gleichwertig mit Horst Wessel vor den Augen der Volksphantasie.“
Rosemeyer selbst trat wiederholt, etwa bei Siegerehrungen und Empfängen, mit Hakenkreuzinsignien auf und zeigte sich August 1933 bei einem Rennen in SA-Uniform. Er trat im November 1933 zur SS über (SS-Nummer 214.952), möglicherweise aus Opportunismus und weniger aus politischer Überzeugung; die Meinungen darüber gehen auseinander. Rosemeyer wurde bis zum 14. Juni 1936 innerhalb von zwei Jahren fünf Mal bis zum SS-Obersturmführer befördert, um schließlich den Rang eines SS-Hauptsturmführers zu erreichen (entsprechend einem Hauptmann der Wehrmacht).
Elly Beinhorn behauptete zwar in einem 1993 geführten ZDF-Interview, Rosemeyer sei „plötzlich“ nach der Gleichschaltung des lokalen Lingener Motorsport-Clubs Mitglied in der Motor-SS gewesen. Eine automatische oder unwissentliche Aufnahme in die SS gab es aber nicht. In ihrem 1936 erschienenen Buch Mein Mann der Rennfahrer hatte Beinhorn hingegen noch geschrieben: „Zu meines Mannes besonderer Freude und Genugtuung hatte er die Nachricht erhalten, dass in Anerkennung seines Sieges ihn der Reichsführer SS zum Hauptsturmführer befördert habe.“
Rosemeyers Erfolge bei nationalen und internationalen Rennen wurden durch die Nationalsozialisten zu propagandistischen Zwecken genutzt. Laut dem Sprachwissenschaftler Christoph Frilling unterstützte er damit die gesellschaftliche Akzeptanz des NS-Gedankengutes und der NS-Institutionen wie der SS: „Bedeutsam war, dass er in der Öffentlichkeit vorgestellt und gedealt, gehandelt werden könnte als der SS-Hauptsturmführer. Dadurch trug er ja zur Popularität der SS auch bei. Weil die Leute sagten, es wird ja viel über die SS geschimpft, aber wenn so ein netter Junge, wie der Bernd Rosemeyer da Hauptsturmführer ist, dann kann das ja nicht so schlimm sein, mit der SS. Und im Ausland, in Amerika, da war er ja auch der strahlende Held.“

## Würdigungen

### Biografie
Elly Rosemeyer-Beinhorn schrieb nach seinem Tod die zuvor gemeinsam geplante Biografie Mein Mann, der Rennfahrer. Der Lebensweg Bernd Rosemeyers, die 1938 mit 77 Abbildungen veröffentlicht wurde. „Alles Wesentliche in Deinem Leben war heroisch und groß angelegt“, schrieb sie im Vorwort. Kondolenzschreiben von Hitler und anderen NS-Größen sind im Buch, das sich über 200.000-mal verkaufte, abgedruckt.

### Gedenkstätte an der A 5
Neben der Richtungsfahrbahn Darmstadt der A 5, südlich der Anschlussstelle Langen/Mörfelden wurde auf Höhe der damaligen Unfallstelle eine Gedenkstätte für Bernd Rosemeyer errichtet. Von dem Rastplatz Bornbruch-West (bis 2015 Rastplatz Rosemeyer) sind es auf einem unbefestigten Pfad etwa 70 m in südlicher Richtung bis zur Gedenkstätte. Die genauen Koordinaten der Gedenkstätte lauten: 49° 58′ 25,0″ N, 008° 36′ 11,0″ O. Die Gedenkstätte besteht aus einer hölzernen Gedenktafel und einem Gedenkstein.

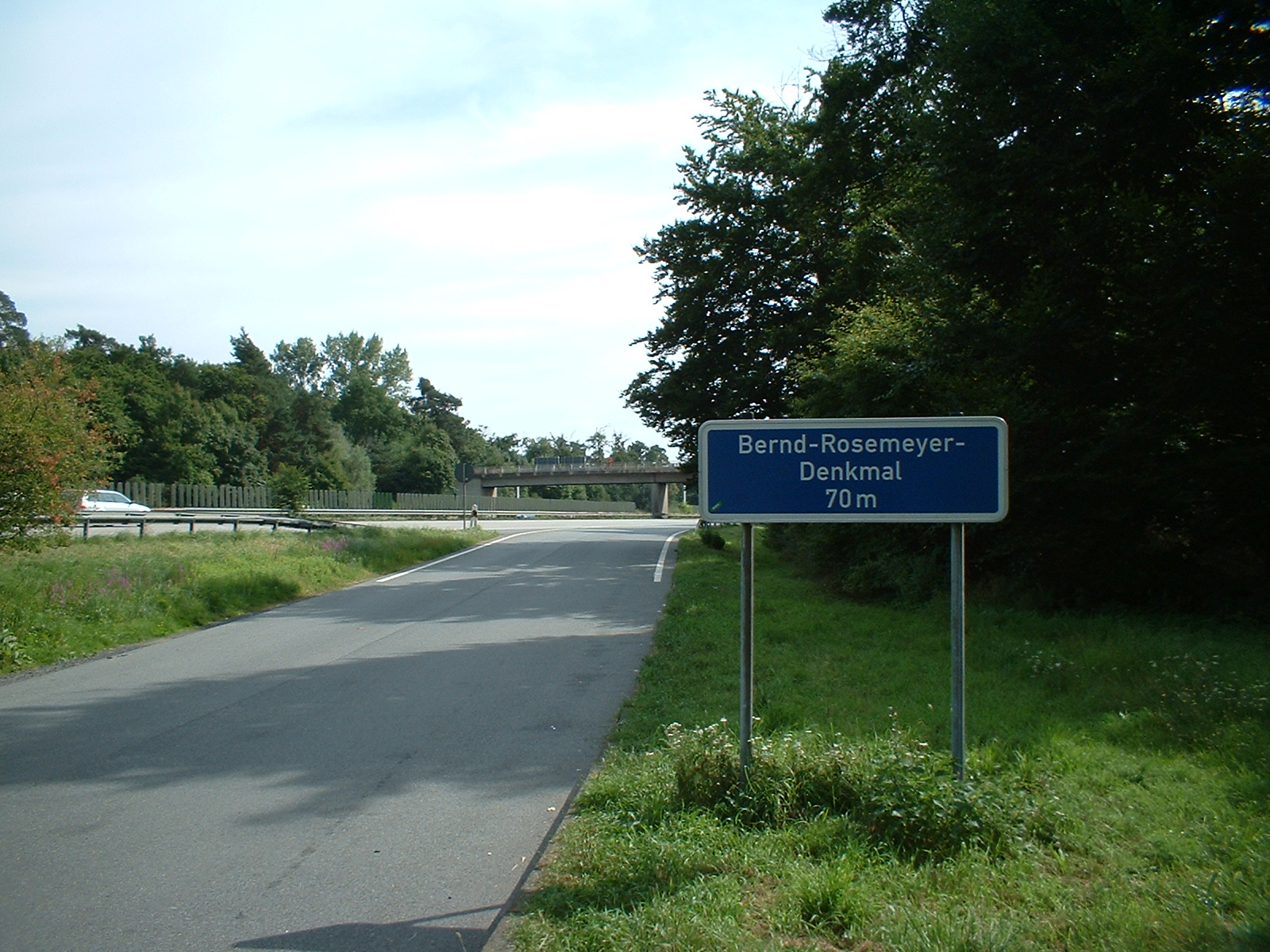
Hinweisschild
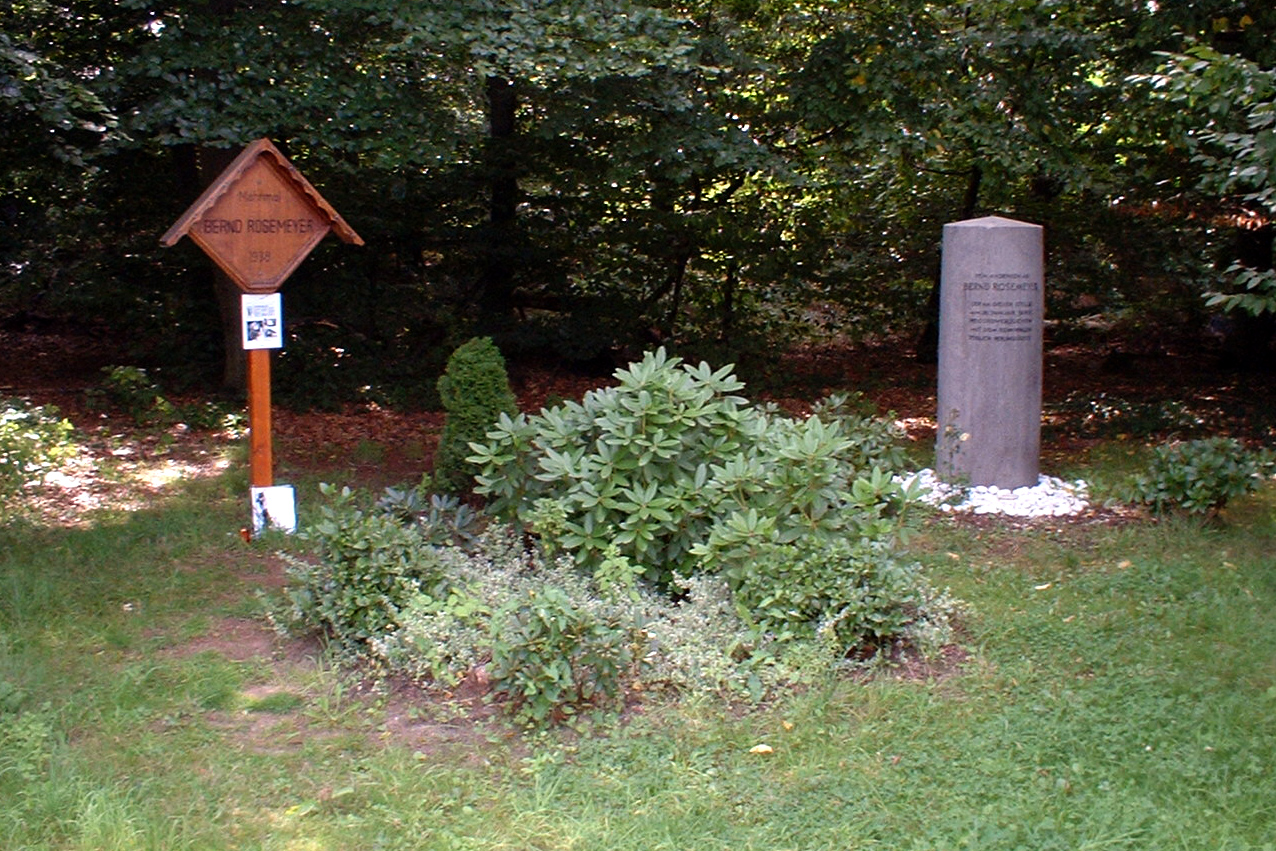
Gedenkstätte
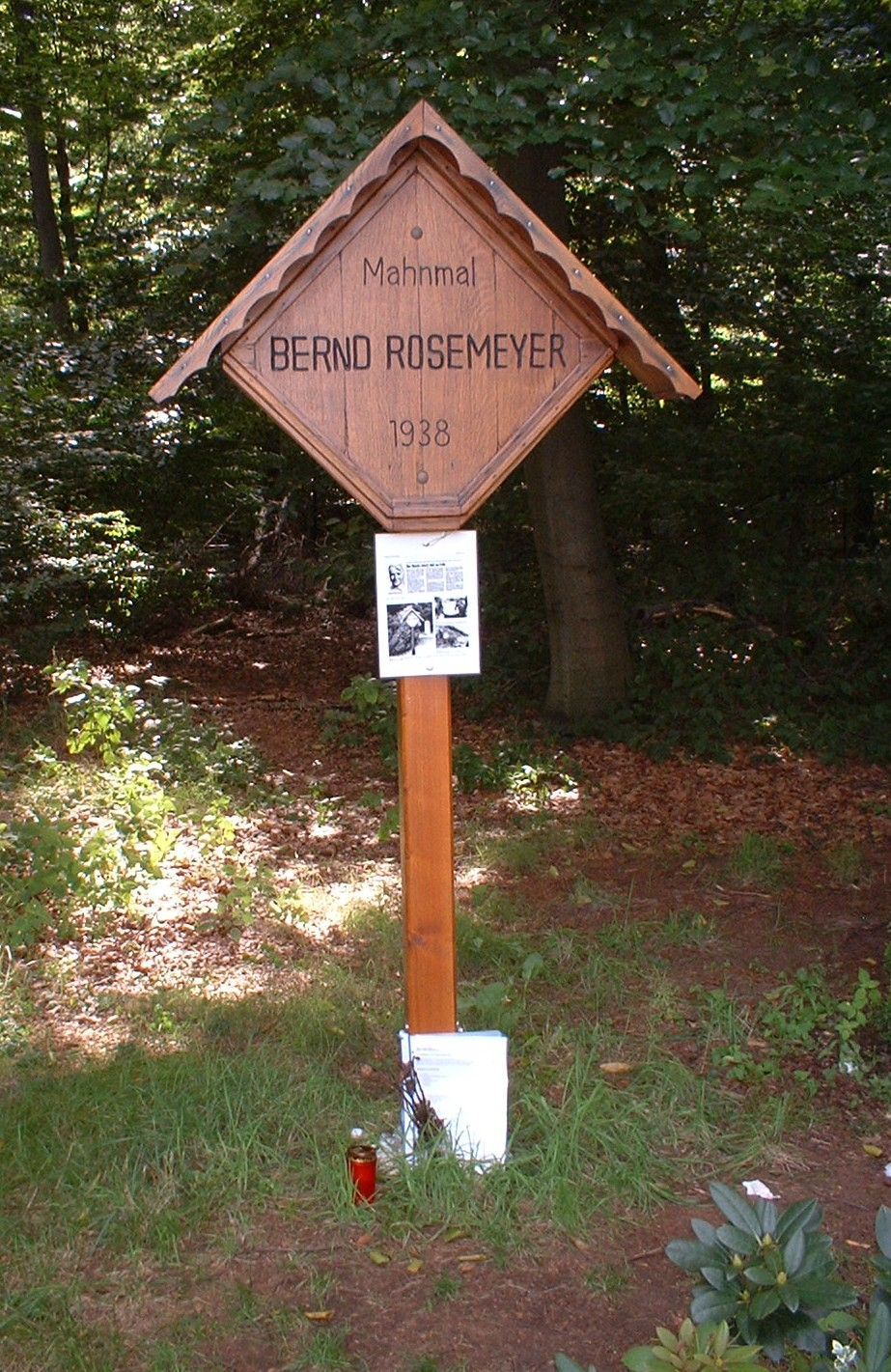
Gedenktafel
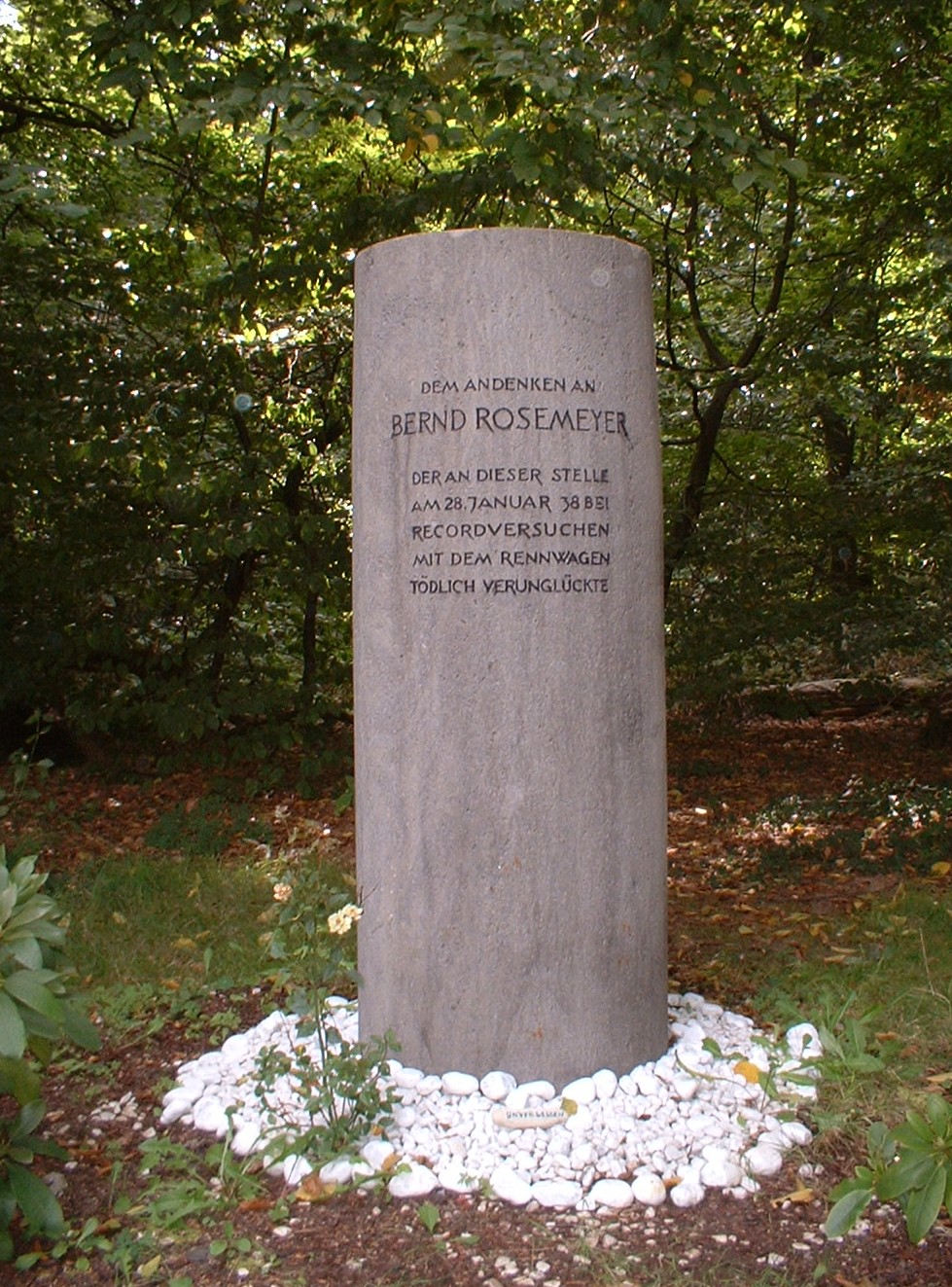
Gedenkstein

### Autobahnparkplätze an der A 5
In der Nähe der Gedenkstätte sowie an der gegenüberliegenden Fahrbahn an der A 5 gibt es zwei Autobahnparkplätze, die beide Rastplatz Rosemeyer hießen. In den Jahren 2014 und 2015 erfolgte die Umbenennung der Autobahnparkplätze in Rastplatz Bornbruch-Ost und Rastplatz Bornbruch-West. Obwohl die Umbenennungen durch Hessen Mobil mit einer Richtlinie des Bundesministeriums für Verkehr und digitale Infrastruktur zur einheitlichen Benennung „unbewirtschafteter Rastanlagen mit landschaftsbezogenen Namen“ begründet wurde, gab es öffentliche Mutmaßungen, dass Rosemeyers SS-Mitgliedschaft der eigentliche Grund für die Umbenennungen war.

### Denkmal auf dem Nürburgring
Zu Rosemeyers 100. Geburtstag wurde im Oktober 2009 im Beisein seines Sohnes ein Denkmal auf dem Nürburgring eingeweiht. Es handelt sich um eine bronzene Kopfbüste, umrahmt von einer stilisierten Darstellung der Nürburgring-Nordschleife; zusätzlich ist Rosemeyers Rennwagen dargestellt. Das Ensemble befindet sich unweit des Medical-Centers.

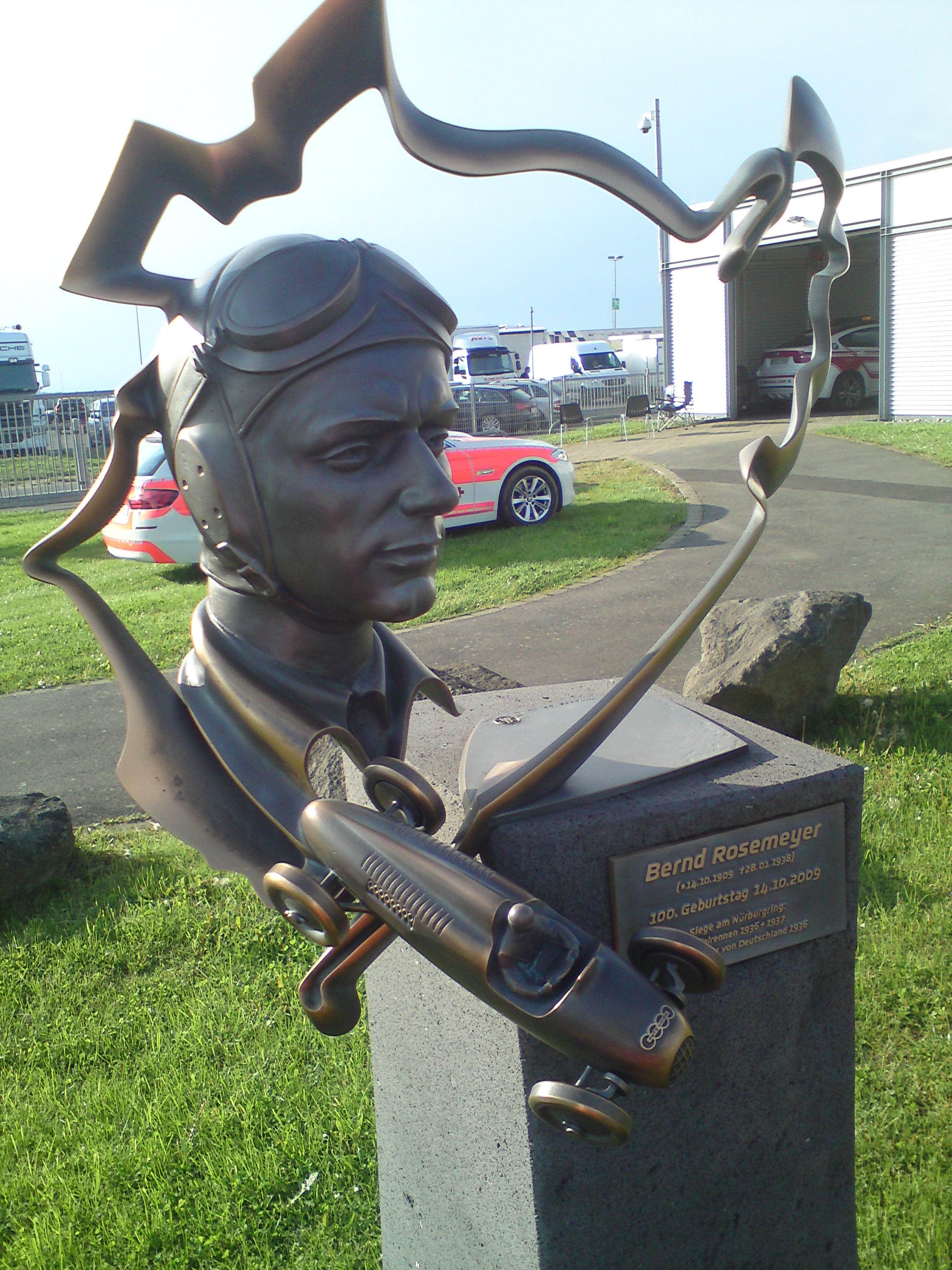
Denkmal auf dem Nürburgring

### Gedenkstein
Am 26. Oktober 2014 wurde im Rahmen des Elly-Beinhorn-Laufs am Rathaus Schönefeld ein Gedenkstein für Elly Beinhorn und Bernd Rosemeyer enthüllt.

### Straßennamen
Die Bahnhofstraße in Lingen, an der der Rennfahrer aufgewachsen war, wurde nach seinem Tod, noch im Jahr 1938, vom NSDAP-Kreisleiter und Bürgermeister Erich Plesse in „Bernd-Rosemeyer-Straße“ umbenannt. Trotz Diskussionen um eine erneute Umbenennung im Jahr 2021 blieb der Name bestehen, eine Abstimmung 2022 scheiterte an der erforderlichen Mehrheit. Vor allem die Ratsfraktionen von FDP, Grünen/Freie Wähler und Bürgernahen traten für eine Umbenennung ein. Die Abstimmung im Stadtrat fand in geheimer Wahl statt, nahezu die gesamte CDU-Fraktion hatte sich jedoch zuvor gegen die Umbenennung ausgesprochen. Die FDP-Fraktion hatte beantragt, die Straße in „Fredy-Markreich-Straße“ umzubenennen. Markreich war ein jüdischer Kaufmann aus Lingen, der 1938 ins KZ Buchenwald verschleppt wurde.
In Berlin-Nikolassee sind der 218 Meter lange Rosemeyerweg zwischen dem Grunewald, den Wannseefreibädern und dem S-Bahnhof Nikolassee und der 70 Meter lange Rosemeyersteg, der über die A 115/AVUS führt, seit 1965 nach ihm benannt. Auch hier wird eine Umbenennung gefordert.
In Dortmund gibt es die Rosemeyerstraße nahe der A 40 und auch an anderen Orten wie im Stadtteil Ricklingen von Hannover sowie in der Stadt Laatzen oder in Kirchheim bei München gibt es Straßen gleichen Namens.

### Designstudie von Audi
Im Jahr 2000 widmete Audi dem Rennfahrer eine Designstudie, welche seinen Namen trug. Der Audi Rosemeyer – auch Audi-Projekt Rosemeyer genannt – erinnert mit seiner Optik an die Erfolge der Auto Union AG mit dem Werksfahrer Bernd Rosemeyer.

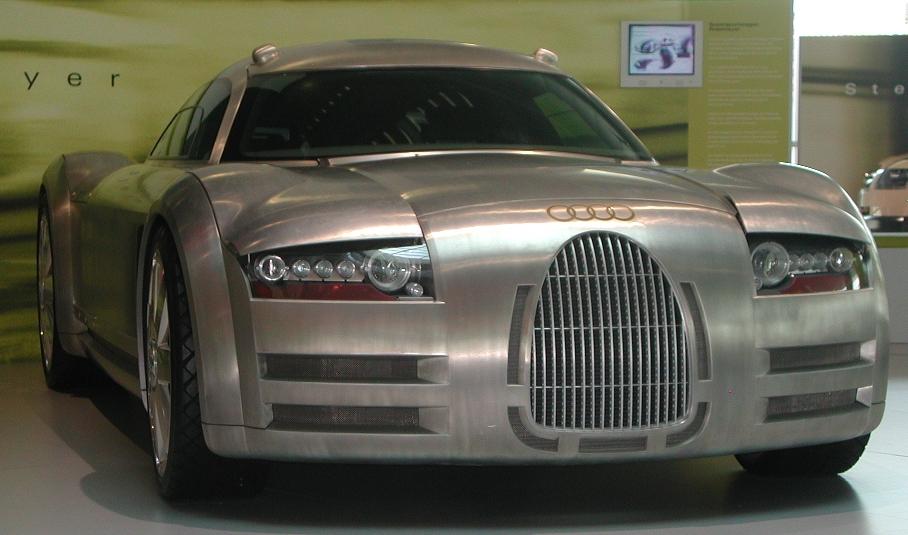
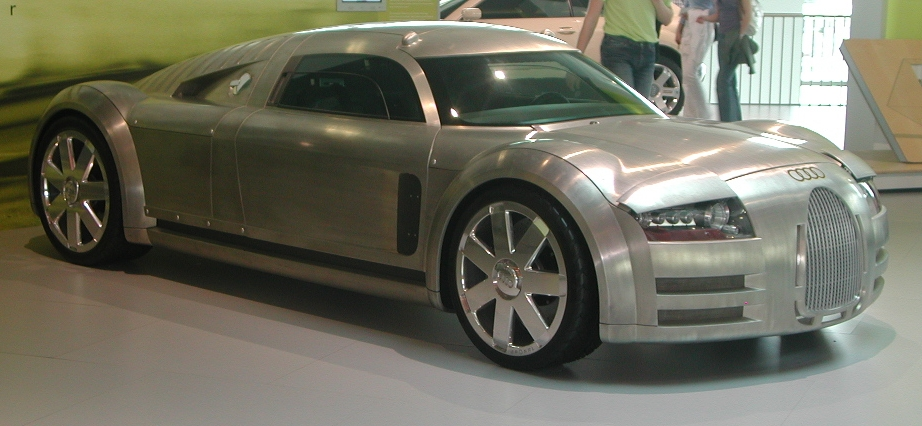
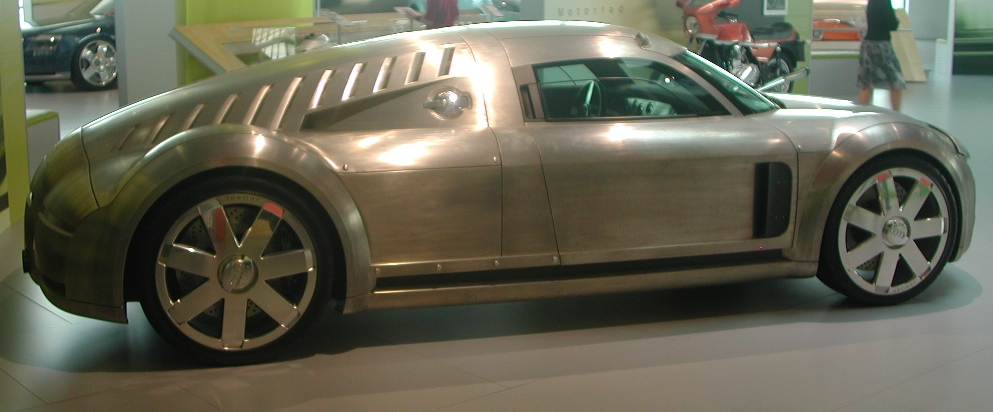

### Nicht realisiertes Bernd-Rosemeyer-Museum in Lingen
Seit 2017 wird vom Unternehmer Heinrich Liesen in der Heimatstadt Rosemeyers die Errichtung eines Museums angestrebt. Im Vorfeld wurde kritisch über die Rolle Rosemeyers im Dritten Reich diskutiert und wie dieses Thema angemessen im Museum behandelt werden könnte. Nach massiver Kritik wurde im November 2018 schließlich das, vom Ursprungsplan eines Museums nur für Bernd Rosemeyer, abweichende Konzept eines Bernd-Rosemeyer-und-Elly-Beinhorn-Museums öffentlich vorgestellt.
Die rund 200 Quadratmeter Ausstellungsfläche des Museums werden laut dem Kurator und Historiker Bernd Walter in drei thematische Bereiche eingeteilt: Im ersten Bereich sollen Rosemeyers Jugend- und Ausbildungszeit, seine ersten Erfolge als Motorradrennfahrer und sein Verhältnis zum Nationalsozialismus mit dazugehörigem historischen Kontext behandelt werden. Der zweite Bereich thematisiert Rosemeyer als erfolgreichen Autorenn- und Rekordfahrer der Auto Union AG, seinen damit verbundenen Aufstieg zum Sportidol und die Heirat mit Elly Beinhorn. Der dritte Bereich beschäftigt sich mit seinem Unfalltod und dem Mythos Rosemeyer.
Die Eröffnung des Museums wurde wegen der fortdauernden Diskussion nicht nur um die SS-Mitgliedschaft Rosemeyers, sondern auch seine Instrumentalisierung durch die damaligen Machthaber mehrmals verschoben. 2024 wurde bekannt, dass das Museum nicht realisiert wird.

### Veranstaltungen des Motorsportclubs Bernd Rosemeyer
Im Jahr 1964 wurde in Lingen der Motorsportclub Bernd Rosemeyer e. V. gegründet. Der Verein organisiert verschiedene Rennveranstaltungen wie die Bernd-Rosemeyer-Gedächtnisfahrten und die Großen Bernd Rosemeyer-Oldtimer-Classic-Touren.

## Statistik

### Motorradsport
Rennsiege
| Jahr | Klasse   | Maschine | Rennen                     | Strecke              |
| ---- | -------- | -------- | -------------------------- | -------------------- |
| 1932 | 500 cm³  | NSU      | Schleizer Dreieckrennen    | Schleizer Dreieck    |
| 1933 | 1000 cm³ | NSU      | Schleizer Dreieckrennen    | Schleizer Dreieck    |
| 1934 | 500 cm³  | DKW      | Marienberger Dreieckrennen | Marienberger Dreieck |
| 1934 | 500 cm³  | DKW      | Schleizer Dreieckrennen    | Schleizer Dreieck    |

### Automobilsport
Titel
- 1936 – Grand-Prix-Europameister auf Auto Union Typ C

Vorkriegs-Grands-Prix-Ergebnisse
| Saison | Team          | Wagen            | 1   | 2   | 3   | 4   | 5 | 6   | 7 | Punkte | Position      |
| ------ | ------------- | ---------------- | --- | --- | --- | --- | - | --- | - | ------ | ------------- |
| 1935   | Auto Union AG | Auto Union Typ B |     |     |     |     |   |     |   | 39     | 7.            |
| 1935   | Auto Union AG | Auto Union Typ B |     | DNF |     | 4   | 3 | DNF | 5 | 39     | 7.            |
| 1936   | Auto Union AG | Auto Union Typ C |     |     |     |     |   |     |   | 10     | Europameister |
| 1936   | Auto Union AG | Auto Union Typ C | DNF | 1   | 1   | 1   |   |     |   | 10     | Europameister |
| 1937   | Auto Union AG | Auto Union Typ C |     |     |     |     |   |     |   | 28     | 7.            |
| 1937   | Auto Union AG | Auto Union Typ C |     | 3   | DNF | DNF | 3 |     |   | 28     | 7.            |

| Legende  | Legende                                                                   | Legende                                                                   |           |
| Farbe    | Bedeutung                                                                 | Bedeutung                                                                 | EM-Punkte |
| -------- | ------------------------------------------------------------------------- | ------------------------------------------------------------------------- | --------- |
| Gold     | Sieg                                                                      | Sieg                                                                      | 1         |
| Silber   | 2. Platz                                                                  | 2. Platz                                                                  | 2         |
| Bronze   | 3. Platz                                                                  | 3. Platz                                                                  | 3         |
| Grün     | Klassifiziert, mehr als 75% der Renndistanz zurückgelegt                  | Klassifiziert, mehr als 75% der Renndistanz zurückgelegt                  | 4         |
| Blau     | nicht punkteberechtigt, zwischen 50% und 75% der Renndistanz zurückgelegt | nicht punkteberechtigt, zwischen 50% und 75% der Renndistanz zurückgelegt | 5         |
| Violett  | nicht punkteberechtigt, zwischen 25% und 50% der Renndistanz zurückgelegt | nicht punkteberechtigt, zwischen 25% und 50% der Renndistanz zurückgelegt | 6         |
| Rot      | nicht punkteberechtigt, weniger als 25% der Renndistanz zurückgelegt      | nicht punkteberechtigt, weniger als 25% der Renndistanz zurückgelegt      | 7         |
| Farbe    | Abkürzung                                                                 | Bedeutung                                                                 | EM-Punkte |
| Schwarz  | DSQ                                                                       | disqualifiziert (disqualified)                                            | 8         |
| Weiß     | DNS                                                                       | nicht gestartet (did not start)                                           | 8         |
| Weiß     | DNA                                                                       | nicht erschienen (did not arrive)                                         | 8         |
| sonstige | P/fett                                                                    | Pole-Position                                                             | 8         |
| sonstige | SR/kursiv                                                                 | Schnellste Rennrunde                                                      | 8         |
| sonstige | DNF                                                                       | Rennen nicht beendet (did not finish)                                     | 8         |

Rennsiege
| Jahr | Wagen            | Rennen                            | Strecke                                      |
| ---- | ---------------- | --------------------------------- | -------------------------------------------- |
| 1935 | Auto Union Typ B | Großer Preis der Tschechoslowakei | Masaryk-Ring                                 |
| 1936 | Auto Union Typ C | Eifelrennen                       | Nürburgring                                  |
| 1936 | Auto Union Typ C | Großer Preis von Deutschland      | Nürburgring-Nordschleife                     |
| 1936 | Auto Union Typ C | Großer Preis der Schweiz          | Bremgarten                                   |
| 1936 | Auto Union Typ C | Großer Preis von Italien          | Autodromo di Milano                          |
| 1936 | Auto Union Typ C | Coppa Acerbo                      | Circuito di Pescara                          |
| 1936 | Auto Union Typ C | Großer Bergpreis von Deutschland  | Schauinslandstrecke bei Freiburg im Breisgau |
| 1937 | Auto Union Typ C | Eifelrennen                       | Nürburgring                                  |
| 1937 | Auto Union Typ C | Coppa Acerbo                      | Circuito di Pescara                          |
| 1937 | Auto Union Typ C | Vanderbilt Cup                    | Roosevelt Raceway                            |
| 1937 | Auto Union Typ C | Großer Preis von Donington        | Donington Park                               |

## Dokumentarfilme
- Deutsche Siege in drei Erdteilen. 95 Min. Regie: Ulrich Bigalke. Deutschland 1937.[60]
- Tod im Januar – Bernd Rosemeyer und der Ruhm. 45 Min. Regie: Reinhard Koch. Deutschland 1980er (Online bei YouTube).
- Auf den Spuren eines Rennfahrer-Idols. 25 Min. Regie: Wolfgang Jansen. Deutschland 1990 (Online bei YouTube).
- Hitlers Rennschlachten – Wie die Silberpfeile siegen lernten. 45 Min. Regie: Eberhard Reuß. Deutschland 2009 (Online bei YouTube).